# Parma (veliero)
La Parma è stata una nave a vela a quattro alberi con chiglia in acciaio, varata nel 1902 a Port Glasgow, in Scozia.
Nel 1936, dopo aver subito un incidente nel porto di Glasgow, fu portata ad Haifa, dove fu privata dell'alberatura, usata come serbatoio per carburanti fino al 1938 e poi demolita.
Era una nave gemella della Eclipse, varata quattro mesi dopo nello stesso cantiere navale.

## Descrizione
La Parma è stata uno dei velieri più grandi mai costruiti. Aveva una lunghezza (fuori tutto) di 99,85 m, larghezza di 14,15 m, pescaggio di 8,53 m e portata lorda di 5 300 tonnellate. Tre dei quattro alberi erano armati con vele quadre, uno con vele auriche. Aveva 32 vele, con superficie totale di 3500 m². L'equipaggio era composto da 26-30 marinai. Era une delle navi a vela note come windjammers.

## Storia
Inizialmente la nave si chiamava Arrow ed era di proprietà della Anglo-American Oil Co. Ltd di Londra, che la usava per il trasporto di kerosene. Nel 1912 fu venduta all'armatore tedesco F. Laeisz di Amburgo, che la rinominò Parma. Tutte le navi a vela della compagnia F. Laeisz, note con il nome Flying P-Liner, avevano un nome che cominciava con la lettera P.
Durante la prima guerra mondiale, per ragioni di sicurezza data la sua vulnerabilità, fu messa all'ancora nel porto cileno di Iquique. Al termine del conflitto fu assegnata al Regno Unito, come parte delle riparazioni di guerra dovute dalla Germania.
Nel 1921 Il Regno Unito la rivendette alla F. Laeisz di Amburgo, che la impiegò per il trasporto di nitrati tra la Germania e il Cile. Nel 1931 fu venduta alla Ruben De Cloux & Alan Villiers di Mariehamn in Finlandia. La Parma era allora la più grande nave a vela battente bandiera finlandese. Nel 1936, dopo aver subito un incidente nel porto di Glasgow, fu venduta all'autorità portuale di Haifa. Non essendo più idonea per la navigazione, l'alberatura fu smantellata e lo scafo venne usato come serbatoio per carburanti fino al 1938, anno in cui fu demolita.
Era una nave molto veloce: nel 1933, trasportando cereali da Port Victoria in Australia a Falmouth in Inghilterra, impiegò 83 giorni per la traversata, un record per allora. Il navigatore e scrittore australiano Alan Villiers, comandante della nave, ha descritto il viaggio nel libro The Last of the Wind Ships.
Un modello in grande scala della nave Parma è conservato nel museo Åland Maritime Museum di Mariehamn in Finlandia.

## Galleria d'immagini

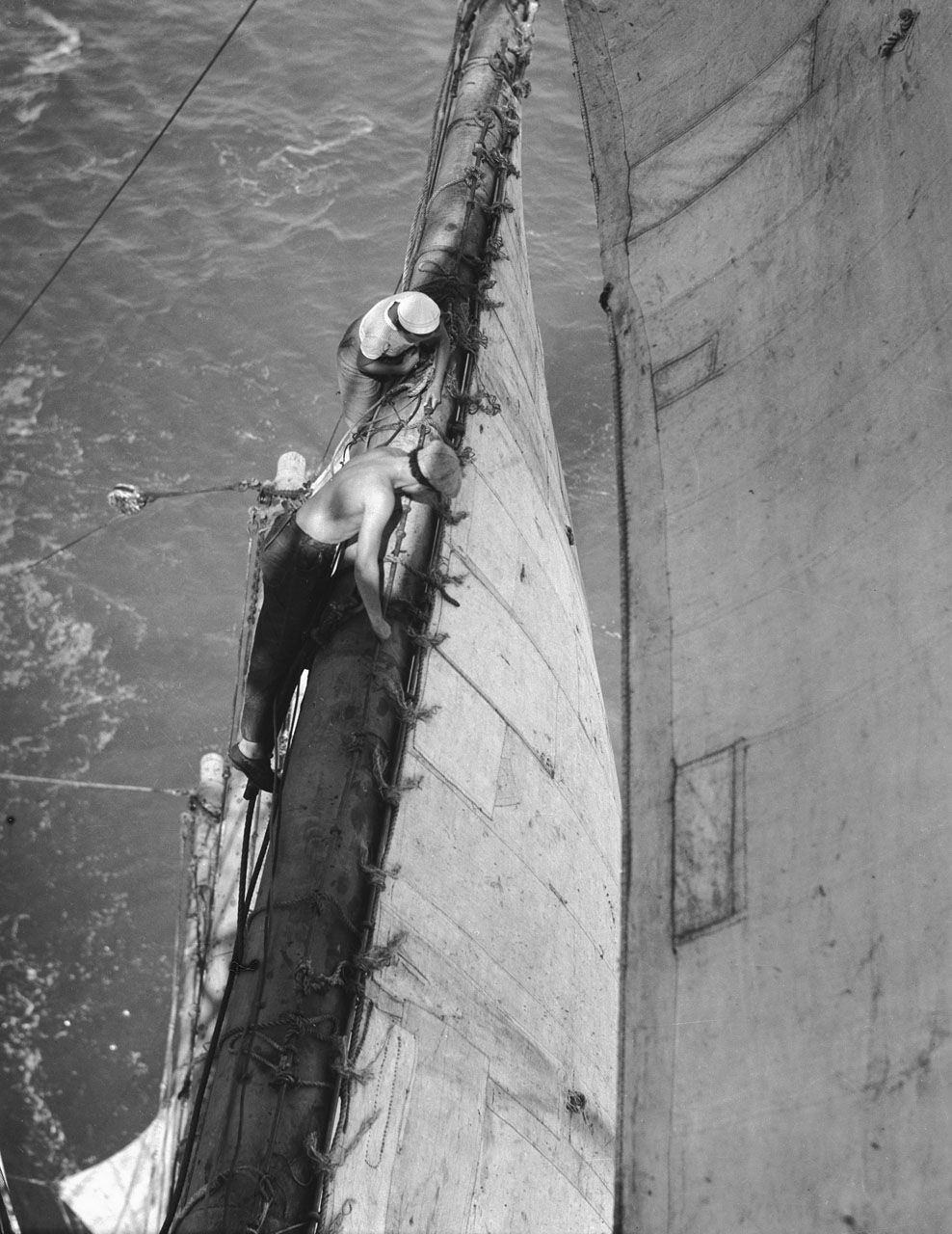
Fissaggio di una vela di alberetto (topsail)
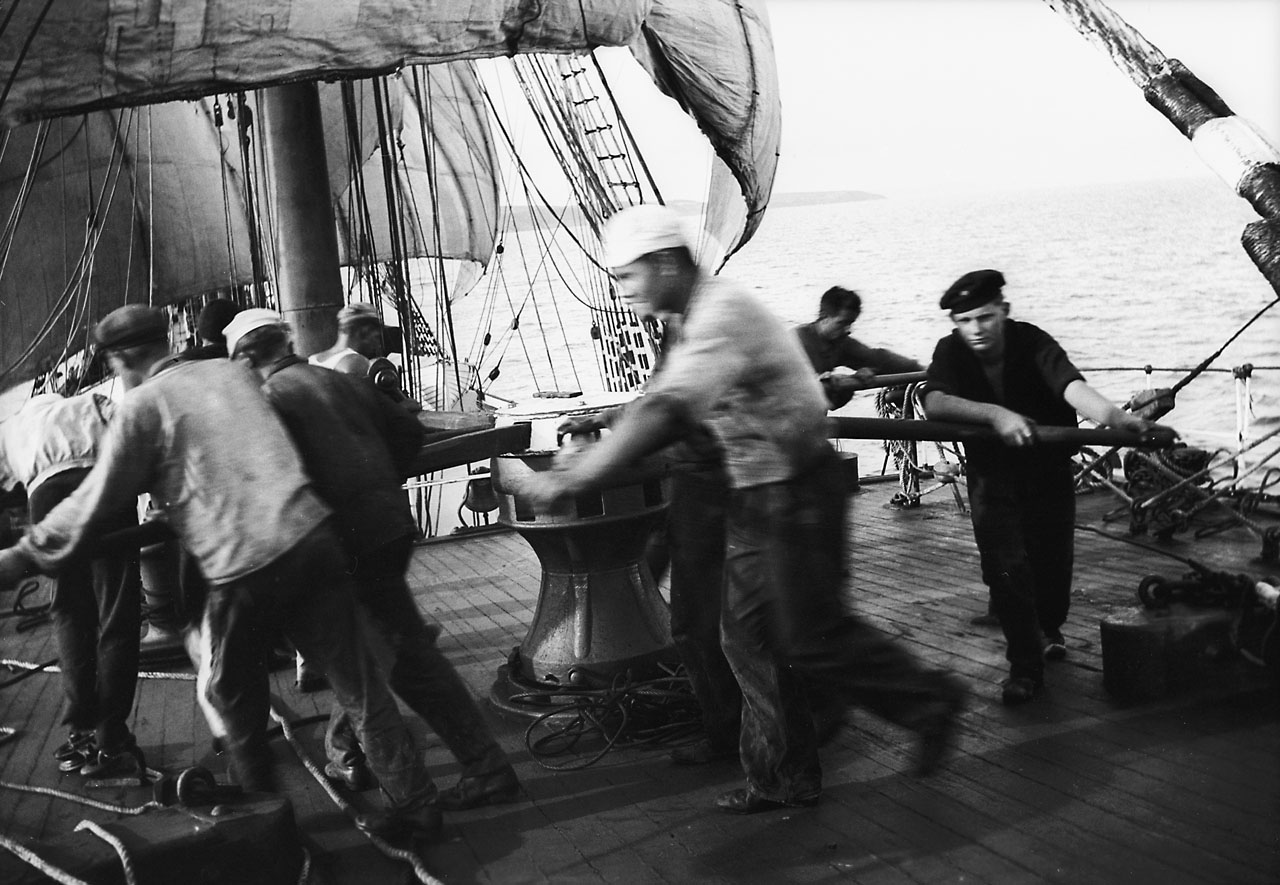
Marinai all'argano mentre issano l'ancora
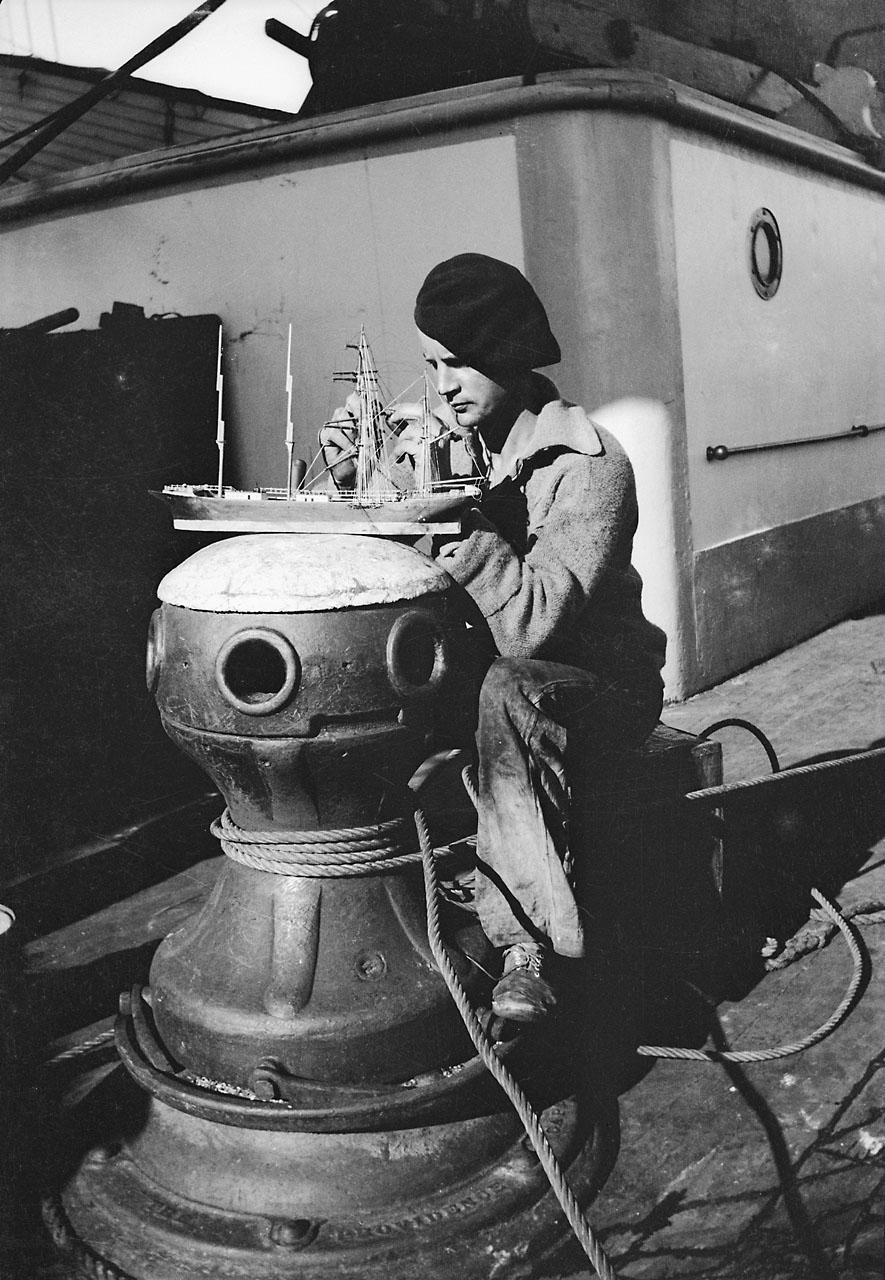
Un marinaio con un modello della Parma
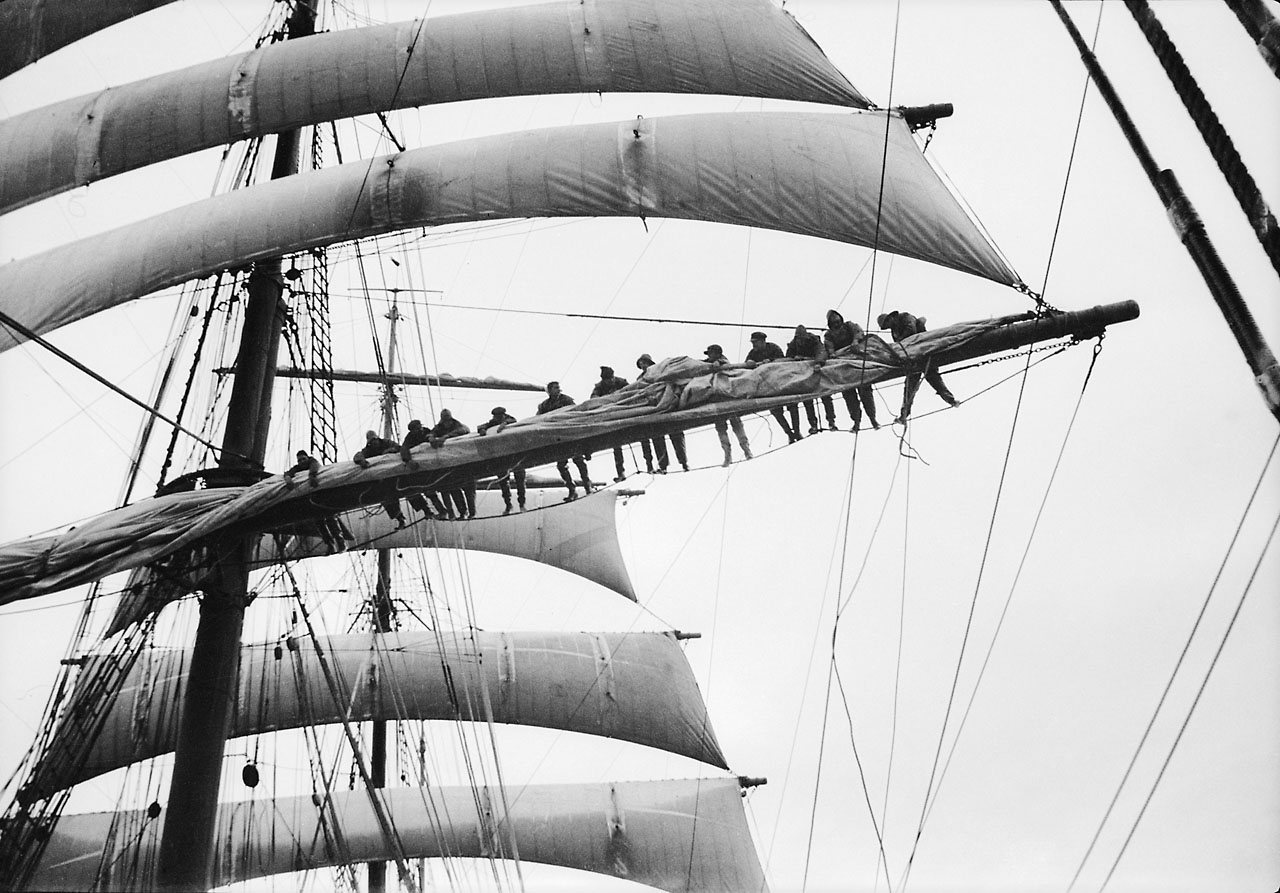
Avvolgimento di una vela su un pennone